# Amblyomma exornatum
Amblyomma exornatum är en fästingart som beskrevs av Koch 1844. Amblyomma exornatum ingår i släktet Amblyomma och familjen hårda fästingar. Inga underarter finns listade i Catalogue of Life.